# Epoliarus polita
Epoliarus polita är en insektsart som beskrevs av Matsumura 1910. Epoliarus polita ingår i släktet Epoliarus och familjen kilstritar. Inga underarter finns listade i Catalogue of Life.